# IMAM Ro.57
L'IMAM Ro.57 è stato un aereo prodotto dall'azienda italiana Industrie Meccaniche Aeronautiche Meridionali SpA (IMAM) nei primi anni quaranta ed impiegato durante la seconda guerra mondiale. Inizialmente concepito come aereo da caccia pesante a lungo raggio, venne impiegato nella versione "bis" come aereo da assalto e bombardiere in picchiata. Il ritardo e lo scarso successo nell'adattare la cellula al nuovo ruolo portarono a scarsi risultati operativi.

## Progettazione
Il ruolo del caccia assaltatore, specie nella formula bimotore, nel periodo della seconda guerra mondiale, e per molti versi anche in seguito, è sempre stato di difficile definizione, oscillando tra quello del caccia pesante a lungo raggio e quello del bombardiere leggero veloce. In teoria l'aereo d'assalto ideale avrebbe dovuto essere in grado di eseguire molti compiti diversi (bombardamento a volo radente, bombardamento in picchiata, mitragliamento delle posizioni nemiche), i quali richiedono, per essere eseguiti efficacemente, la presenza di installazioni belliche differenti (ognuna delle quali comporta aggravi di peso e limitazioni nell'aerodinamica), ed aerei di caratteristiche differenti, spesso incompatibili. Oltre a questo, l'aereo d'assalto avrebbe dovuto anche essere in grado di difendersi efficacemente dagli attacchi degli intercettori. Non a caso sono stati assai pochi, durante la guerra, gli aerei nati per questo compito che sono stati effettivamente in grado di svolgerlo: più spesso le varie specialità dell'appoggio tattico ravvicinato sono state ricoperte da versioni particolari di aerei nati per altro scopo, ai quali non si richiedeva una polivalenza completa.
L'idea originale dell'IMAM Ro.57 è figlia dello stesso concorso della Regia Aeronautica del febbraio 1936 per caccia assaltatore dai quali usciranno il Breda Ba.88 (che, nato come assaltatore, poté essere usato, e con scarso successo, solo per il bombardamento a volo radente) ed il Fiat C.R.25 (che, nato come bombardiere leggero veloce, finì, peraltro con ottimi risultati, a fare soprattutto il caccia pesante di scorta ai convogli navali). Insieme al coevo caccia intercettore Ro.51, doveva rappresentare l'ingresso dell'IMAM, fino ad allora nota per le sue realizzazioni molto tradizionali, nel campo della costruzione di aerei moderni. Ben presto però, durante la realizzazione, forse anche per paura di una concorrenza interna con il coevo Breda 88 (l'IMAM era consociata della Breda), il progetto di Giovanni Galasso, aveva virato decisamente verso il caccia pesante bimotore, perdendo ogni caratteristica dell'aereo d'assalto, tanto che il prototipo definitivo, presentato a Guidonia nel maggio 1939, in occasione del I Congresso Internazionale dei Giornalisti Aeronautici, era privo di qualsiasi attrezzatura per il bombardamento.
L'aereo presentato, monoplano ad ala bassa a sbalzo, bimotore, monoposto, era caratterizzato da una moderna ala metallica a cassone, in lega leggera e rivestimento lavorante (una delle prime realizzate in Italia), che conteneva parte dei serbatoi di carburante (autostagnanti), accoppiata con una fusoliera con struttura classica a traliccio in tubi d'acciaio al cromo-molibdeno saldati, ricoperta da una sottile lamina di lega di alluminio. I piani di coda erano metallici e controventati, le superfici mobili di ali e coda erano di struttura metallica e ricoperte in tela. Il carrello, triciclo, era retrattile a totale scomparsa (le ruote anteriori nelle gondole motrici, il ruotino posteriore in fusoliera). I motori erano due radiali Fiat A.74 RC.38 da 870 CV al decollo e 840 CV a 3800 metri di quota, controrotanti e spingenti due eliche tripala Fiat-Hamilton a giri costanti.
La struttura classica in tubi della fusoliera, rispetto alla più recente struttura a guscio, se da un lato garantiva leggerezza, rapidità ed economicità della costruzione, dall'altro rendeva le forme aerodinamicamente meno efficienti. Le caratteristiche di volo dell'aereo quindi, in un certo senso, erano state determinate già al momento di deciderne la struttura.
Galasso riuscì, in effetti, a sfruttare al massimo le possibilità offerte dalla struttura in tubi. L'aereo presentato aveva un peso a vuoto di soli 3110 kg, compatibile con quello di diversi caccia monomotori di potenza installata analoga che verranno usati durante la guerra. Tenendo conto che i due motori Fiat A.74 RC.38 avevano, da soli, un peso complessivo superiore ai 1100 kg, e che l'aereo doveva rispondere ai severi criteri della Regia Aeronautica riguardo alla resistenza strutturale dei velivoli, il risultato è eccezionale.
L'Ro.57 infatti pesava, a vuoto, meno di tre volte il peso a secco dei suoi motori, mentre anche i più agili tra i bimotori da combattimento usati dai vari paesi durante il conflitto (caccia pesanti, bombardieri leggeri ed assaltatori) si stabilizzarono su valori medi che andavano dalle 4 alle 4,5 volte il peso dei motori. Purtroppo le possibilità offerte dalla leggerezza strutturale non furono sfruttate per installare un armamento più potente della solita coppia di mitragliatrici Breda SAFAT da 12,7 mm (comunque con una cadenza di tiro superiore a quella dei monomotori, dato che non era richiesta la sincronizzazione con le eliche).
Le caratteristiche di volo dell'aereo possono essere meglio comprese se confrontate con il coevo caccia pesante britannico bimotore Westland Whirlwind di potenza installata analoga e anche questo meglio adattato al volo a bassa quota. Rispetto a questo, l'Ro.57 aveva una velocità massima orizzontale inferiore di 44 km/h (e non avrebbe potuto essere altrimenti, data la maggiore sezione frontale dei motori radiali rispetto a quelli in linea del Whirlwind, anche se qualcosa si sarebbe potuto fare per ridurre la sezione frontale della fusoliera, piuttosto ampia rispetto a quella di progetti analoghi, ed eliminare la controventatura dei piani di coda), ma la leggerezza strutturale gli consentiva una salita a 6000 metri in soli 7 minuti e 6 secondi contro gli 8 minuti del Whirlwind (comunque molto meglio armato). Il fatto di dover portare in aria il carburante necessario per 1200 km di autonomia non consentiva al Ro.57 di raggiungere velocità di salita al livello di quelle dei migliori monomotori dello stesso periodo, ma il dato rilevato a 6000 metri rimane comunque al livello di quello di un aereo normalmente considerato un ottimo arrampicatore, come il P-38 Lightning.
Il confronto decisivo per il Ro.57 fu però quello con i contemporanei caccia italiani della cosiddetta "serie 0", ed in particolare con il Macchi C.200, rispetto al quale l'Ro.57 risultava leggermente più veloce in orizzontale e leggermente più lento in arrampicata. L'autonomia era molto superiore (più che doppia), ma l'agilità, anche se giudicata molto buona, non era al livello di quella del monomotore. L'armamento era analogo. In definitiva, la Regia Aeronautica non ritenne che i vantaggi del bimotore fossero tali da compensare gli svantaggi, o comunque giustificare la messa in produzione di un aereo più costoso e di pilotaggio più complesso rispetto ai monomotori.
Tuttavia, poiché i suoi difetti erano pochi e facilmente correggibili, il Ro.57 sarebbe stato molto utile, soprattutto per la scorta a lungo raggio ai convogli navali e agli aerosiluranti Savoia-Marchetti S.M.79, che di solito erano assaliti da aerei imbarcati (Fairey Fulmar e Sea Hurricane) o caccia a lungo raggio (Bristol Blenheim e successivamente Bristol Beaufighter), gli stessi che poterono essere efficacemente affrontati dai pochi Fiat Cr.25 disponibili, con cui il Ro.57 avrebbe potuto facilmente confrontarsi.

## Sviluppi

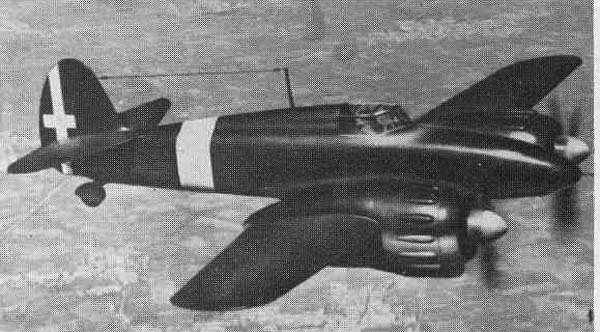
IMAM Ro.57bis

Già nel 1939, mentre si stava profilando la decisione di rifiutare il nuovo aereo, nel tentativo di salvare il progetto, i tecnici della IMAM avevano proposto alla Regia Aeronautica la trasformazione del Ro.57 in bombardiere da picchiata, ma all'epoca anche questa proposta non destò interesse. Fu solo due anni dopo, nel corso del 1941, di fronte al palese fallimento del Breda Ba.88 nel ruolo di caccia assaltatore, che la Regia Aeronautica decise di riprendere in mano il progetto a suo tempo accantonato, ed andare oltre, richiedendo la trasformazione del Ro.57 in un aereo da assalto completo.
L'adattamento, effettuato con la collaborazione del collaudatore Cap. Adriano Mantelli, fu lungo e laborioso, e l'esito finale non soddisfacente. Oltre all'attacco ventrale per una bomba da 500 kg, vennero aggiunti due travetti subalari per bombe fino a 250 kg, una finestratura ventrale (necessaria per il puntamento) e freni aerodinamici da picchiata. Due cannoni da 20 mm MG 151/20 presero il posto delle mitragliatrici, mentre il ruotino di coda, da retrattile, divenne fisso. Nessun tentativo venne fatto per sostituire la motorizzazione originale, anche perché, nonostante fossero disponibili unità discretamente più potenti senza essere significativamente più grandi, o pesanti, dei Fiat A.74 (ad esempio i Piaggio P.XIX da 1175 CV), nessun motore ebbe l'affidabilità del motore Fiat A.74.
A conti fatti, l'aereo, ribattezzato IMAM Ro.57bis, con le nuove installazioni, pesava 3 490 kg a secco e 4 990 kg al decollo. L'aumento di peso portò il tempo di salita a 6000 metri a 9 minuti e 30 secondi (assolutamente eccessivo nel 1943), mentre l'impedimento aerodinamico di travetti, finestratura ventrale, freni aerodinamici e ruotino di coda, fecero scendere la velocità massima a 480 km/h. Peggio ancora, per una strana interferenza aerodinamica, il radiatore dell'olio del motore destrorso garantiva un raffreddamento insufficiente, provocando una tendenza di questo al surriscaldamento al massimo dei giri, mentre in affondata l'aereo risultava scarsamente stabile, pregiudicando la precisione del bombardamento in picchiata.
Nonostante i difetti, le carenze della Regia Aeronautica nel settore degli aerei da assalto portarono, alla fine del 1942, ad un ordine per 200 esemplari nella versione "bis", poi ridotti a 110. Di questi, dai numeri di matricola, 75 risultano costruiti prima dell'8 settembre 1943, e tra i 50 e i 60 effettivamente consegnati alla Regia Aeronautica (che li destinò al 97º Gruppo Tuffatori, 226ª e 227ª squadriglia). L'aereo non ebbe nessun rilievo negli eventi bellici, in quanto i piloti che li ebbero in carico non riuscirono a terminare l'attività di addestramento sulle nuove macchine prima che buona parte degli apparecchi venissero distrutti a terra il 13 luglio 1943 a causa di un bombardamento condotto dai B-24 sul campo di Crotone Isola Rizzuto (oggi Aeroporto di Crotone), destinato ad annientare gli assaltatori Reggiane Re.2002 del 5º Stormo e Fiat G.50 del 50º Stormo che avevano ripetutamente colpito le navi alleate impegnate nello Sbarco in Sicilia.
Dal progetto dell'IMAM Ro.57 derivò il successivo prototipo di caccia pesante biposto IMAM Ro.58

### Periodici
- Aerofan, numero 74, luglio-settembre 2000, rivista di storia aeronautica, Apostolo editore